# Jakov Mikalja
Jakov Mikalja (Pještica (Peschici) na poluotoku Gargano, Italija, 31. ožujka 1601. ‒ Loreto, 1. prosinca 1654.), hrvatski katolički svećenik, isusovac, leksikograf.
Potvrđeni su zapisi njegova imena: Jacobus Micalia i Micaglia.
Najvjerojatnije izdanak u Italiju izbjegle hrvatske obitelji. Nakon završenoga studija filozofije 1628. stupio u Družbu Isusovu. Četiri godine (od 1630. do 1633.) bio je učitelj gramatike u Isusovačkome kolegiju u Dubrovniku. Tu je po Emanuelu Alvaresu priredio gramatiku latinskoga jezika za hrvatske učenike ('De institutione grammatica pro Illyricis accommodata', Rim, 1637.) Godine 1636. Zboru za širenje vjere uputio je pismo u kojem iznosi prijedlog svoje reforme latinice za potrebe hrvatskoga jezika. Tomu se pitanju ponovno vratio u djelu Bogoljubno razmiscgljanje od ocenascja Pokupgljeno iz kgniga Svetoga Tomme od Aquina Nauciteglja Anghjelskoga (Požun-Bratislava, 1642.), u poglavlju 'Od Ortographie Slovinske, il načina odpiisanja'. Od 1637. do 1645. bio je misionar i dušobrižnik među katolicima u Temišvaru (Rumunjska). Od 1645. do smrti hrvatski je ispovjednik u Loretu.
Sastavio Blago jezika slovinskoga illi slovnik u komu izgovarajuse rjeci slovinske Latinski i Diacki čije je slaganje i tiskanje započelo u Loretu 1649. a nakon potrage za boljim tiskarom dotiskano u Anconi 1651. To je prvi hrvatski rječnik u kojemu je hrvatski polazni jezik. U uvodnom dijelu Blago sadržava latinsku posvetu, obraćanje čitatelju na talijanskom (Al benigno lettore), prikaz slovopisa i pravopisa na latinskom i hrvatskom jeziku (Od ortographie jezika slovinskoga ili načina od pisanja) te gramatiku talijanskoga jezika na hrvatskom (Grammatika Talianska). U predgovoru objašnjava da se odlučio za štokavštinu (bosanski jezik) jer svatko zna da je ona najljepša (Ogn' un diče che la lingua Bosnese sia la piu bella). Rječnik, namijenjen prvenstveno pouci učenika i isusovačkoga podmlatka (isusovci su vodili Ilirski kolegij u Loretu donosi oko 25.000 hrvatskih riječi uglavnom u jekavskom obliku uz nešto štokavskih i čakavskih ikavizama.

## Vanjska poveznica
- Jakov Mikalja, stranica na Institutu za hrvatski jezik i jezikoslovlje